# Manuel Contreras
Juan Manuel Guillermo Contreras Sepúlveda (Santiago, 4 de mayo de 1929-Santiago, 7 de agosto de 2015), también conocido por el apodo de «Mamo Contreras», fue un militar chileno, general del Ejército de Chile, artífice del Plan Cóndor y violador de derechos humanos, condenado a más de 1000 años de presidio. Se desempeñó como director de la Dirección de Inteligencia Nacional (DINA), la policía secreta de Chile durante la dictadura militar del general Augusto Pinochet entre 1973 y 1977, cargo a través del cual lideró la lucha antiterrorista y anticomunista, que derivó en una  política sistemática y masiva de persecución y represión política a opositores del régimen —entre ellos militantes y adherentes de la Unidad Popular (UP), la coalición oficialista del gobierno del presidente Salvador Allende—, recurriendo a un sinnúmero de secuestros, detenciones arbitrarias, encarcelamientos, torturas y vejámenes, asesinatos y desaparición forzosa.
Por otra parte, en 1995, fue declarado culpable del asesinato del diplomático chileno Orlando Letelier en Washington D. C. (Estados Unidos) —ministro de Estado de Allende y embajador extraordinario y plenipotenciario de Chile en dicho país— y sentenciado a siete años de prisión, que cumplió hasta 2001. En julio de 2010 declaró públicamente —desde la prisión militar donde cumplía condena— que se sentía «orgulloso de su trabajo al frente de dicho organismo». Al momento de su fallecimiento, cumplía 59 sentencias inapelables por un total de 529 años de prisión por secuestro, desaparición forzada y asesinato.

## Familia y estudios
Nació en Santiago de Chile el 4 de mayo de 1929, hijo de Manuel Contreras Morales —quien fuera hijo del militar Manuel Contreras Canelo (1851-1899), partícipe de la guerra del Pacífico (1879-1884) y luego de la guerra civil de 1891, luchando en esta última a favor del «bando balmacedista»— y Aída Sepúlveda Cubillos. Realizó sus estudios primarios en el Instituto Inglés de Macul, de Santiago. Su padre se trasladó a Osorno, ingresando al Liceo de esa ciudad para continuar los secundarios.
Se casó en 1953 con María Teresa Valdebenito Stevenson, hija de un almirante de la Armada y estudiante del Colegio de los Sagrados Corazones de Valparaíso, a quien conoció en la Plaza de Armas de Quillota. Con su cónyuge tuvo cuatro hijos: María Teresa (Maite) Mariela, Alejandra Contreras Valdebenito y Manuel. En 1990, el matrimonio fue anulado por ambas partes.
De forma paralela, mantuvo una relación con Nélida Betzabé Gutiérrez Rivera, a quien conoció en 1974, y que luego se transformaría en su secretaria privada y amante. Gutiérrez había ingresado a la DINA en febrero de ese año por intermedio de Ingrid Olderock. En septiembre de 2010, contrajeron matrimonio en el Penal de Punta Peuco, luego de veinticinco años de relación. El 25 de agosto de 2010 contrajeron matrimonio. En 2015, apoyado por sus hijos, la demandó en dos ocasiones por abandono de sus deberes de cónyuge, y concedió el divorcio culposo ante la Corte de Apelaciones de Santiago, que falló a favor de ella.

## Carrera militar

### Inicios y ascenso
Ingresó como cadete a la Escuela Militar del Libertador Bernardo O'Higgins en 1944, egresando con el grado de subalférez y siendo primera antigüedad el 23 de diciembre de 1947. Fue ascendido a alférez en 1949 y destinado al Regimiento de Ingeniería n.º 2 "Aconcagua", con base en Quillota.
En 1952, fue ascendido a subteniente y destinado nuevamente a la Escuela Militar, pero integrando la Compañía de Ingenieros como instructor de zapadores. Al año siguiente, arribó a la recién formada Escuela de Ingenieros de San Antonio.

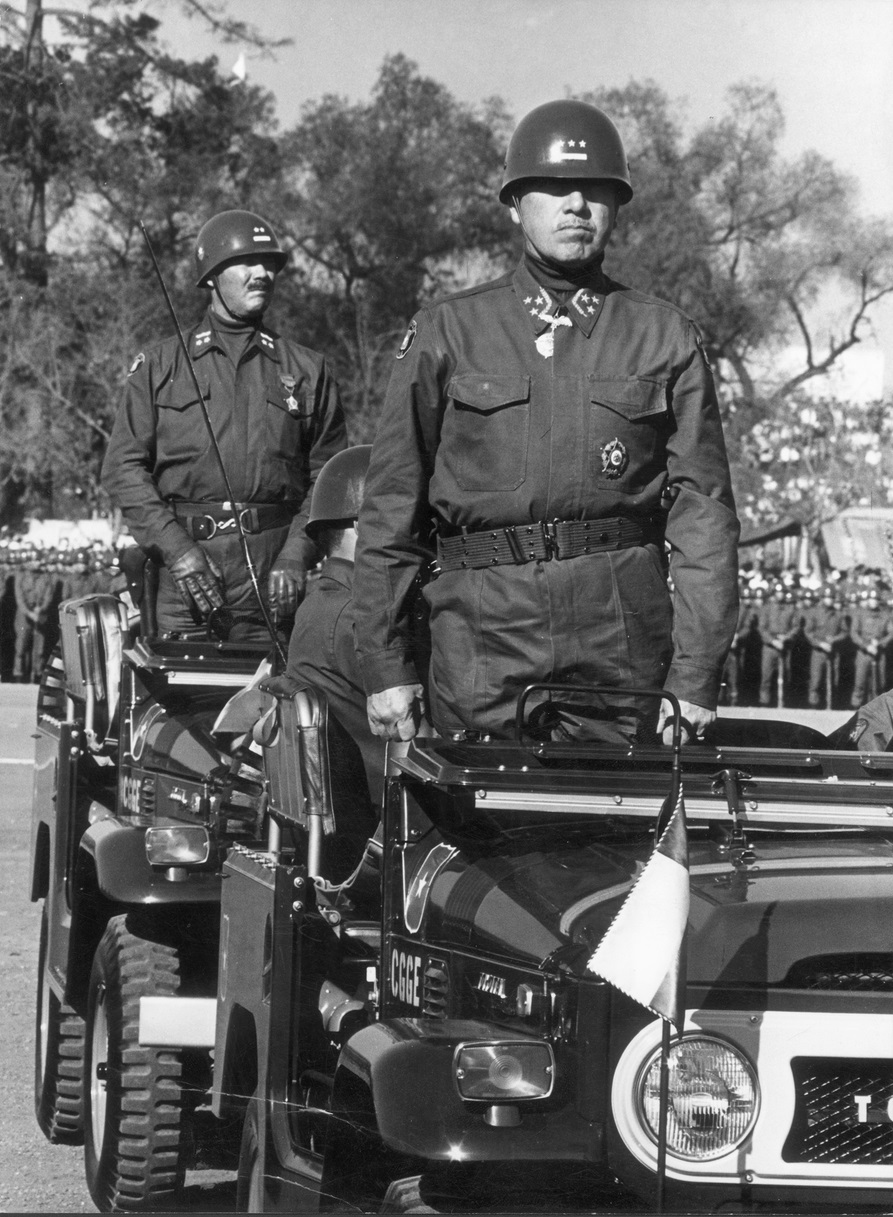
Augusto Pinochet en 1971.

En 1960, ostentando el grado de teniente, ingresó a la Academia de Guerra del Ejército para realizar el curso de oficial del Estado Mayor. En ese lugar, conoció al entonces capitán Augusto Pinochet, quien se desempeñaba como subdirector de la Academia y profesor de clases de estrategia y logística. En sus clases, gran parte del tiempo lo ocupaba su preocupación (y así se lo hacía ver a sus alumnos) por el triunfo de la Revolución cubana.
Obtuvo el título de oficial de Estado Mayor en 1962, resaltando como el primero de su promoción, y alcanzó el de profesor de academia en las asignaturas de inteligencia y logística. Regresó a la Academia en 1966, pero esta vez al ser nombrado como profesor de inteligencia. Un año después, efectuó un curso de posgrado de Oficial de Estado Mayor en la  base Fort Benning, Virginia, Estados Unidos.
De regreso a Chile en 1969, fue ascendido a mayor y se dedicó a impartir clases de inteligencia en la Escuela de Ingenieros de Tejas Verdes. En 1970, fue designado secretario del Estado Mayor del Ejército.

### Durante el gobierno de Allende
En 1971, fue designado como director del Regimiento de Ingenieros n.º 4 "Arauco", con sede en la ciudad de Osorno. Es en este periodo cuando avanza con sus ideas conspirativas y junto a un par de coroneles y algunos capitanes comenzó a recolectar información y a diseñar un aparato de inteligencia capaz de infiltrar y desarticular las organizaciones de izquierda. En el país, contaba con un grupo de informantes provenientes de partidos de derecha y de grupos paramilitares como el Frente Nacionalista Patria y Libertad (FNPL), y a la vez que mantenía contactos con agentes de la CIA y de la Oficina de Inteligencia Naval en Valparaíso y San Antonio que operaban en Chile en aquel periodo, eran estos últimos quienes lo dotaban de manuales de las policías secretas de variados países, tales como de la KCIA de Corea del Sur, la SAVAK de Irán y del Servicio Nacional de Información de Brasil.
Gran parte de sus preocupaciones en esa época era el cómo elaborar planes para anular o neutralizar los cordones industriales, sectores donde el Movimiento de Izquierda Revolucionaria (MIR), el Partido Socialista (PS) y en menor manera el Movimiento de Acción Popular Unitaria (MAPU), tenían una fuerte influencia política.
A finales de 1972, siendo teniente coronel, dirigió la Escuela de Ingenieros de Tejas Verdes, además de impartir clases en la Academia de Guerra.

### Durante la dictadura militar

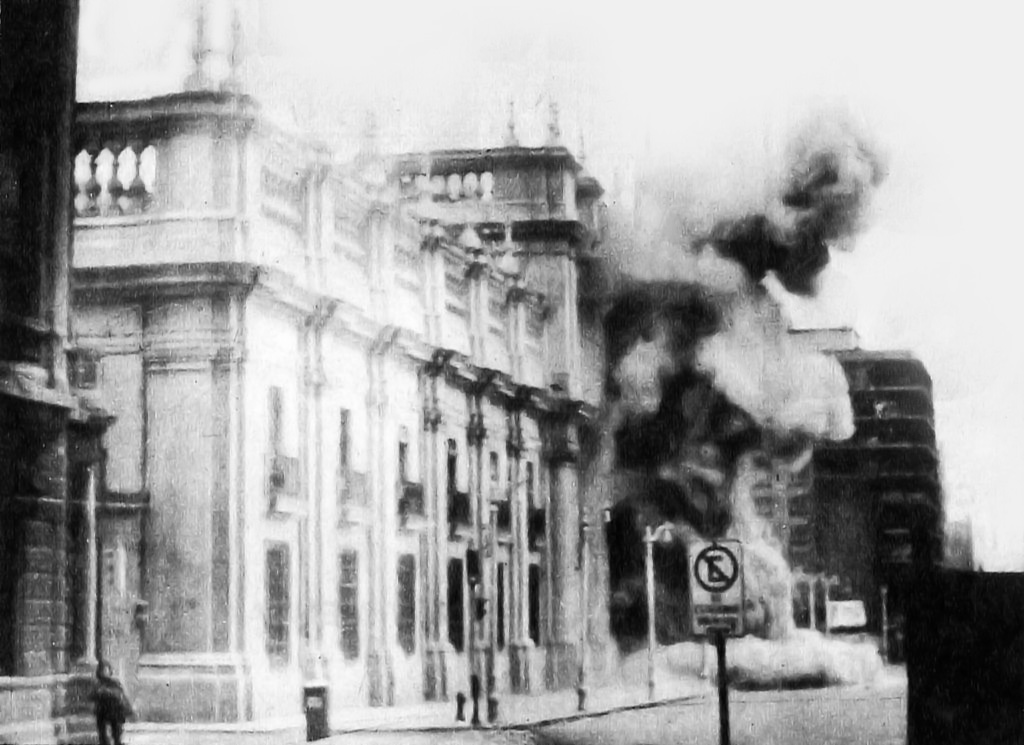
Bombardeo al Palacio de La Moneda durante el golpe de Estado del 11 de septiembre de 1973.

Durante el golpe de Estado del 11 de septiembre de 1973 pudo implementar todos sus conocimientos, teniendo controlado el departamento de San Antonio en unas pocas horas; asumió como gobernador departamental de facto. Días después, ya tenía instaurado siete centros de detención repletos de prisioneros en el país. En ese período, además, se le confirió el ascenso a coronel.

#### DINA

Emblema de la DINA.

En forma paralela, como director de la Academia de Guerra, inició la organización de su más ambicioso proyecto: la Dirección de Inteligencia Nacional (DINA), un organismo de inteligencia que estuviera por sobre los que existían en las fuerzas armadas. La Junta Militar de Gobierno, y en especial el general Pinochet, apoyaron la iniciativa, y entregaron el personal que seleccionó. El 12 de noviembre de 1973, la Junta Militar de Gobierno lo designó oficialmente a cargo de este departamento.
Ejerció el mando máximo de la DINA durante toda su existencia, instalado su cuartel en la calle Belgrado, en Santiago. Junto a él trabajaban personas de su absoluta confianza. Además se le considera como uno de los hombres con más poder del régimen, y de actuar más duro en las represiones a la oposición. También fue uno de los personajes más cercanos al general Pinochet.
Entre 1973 y 1977, condujo la DINA en una búsqueda nacional e internacional para capturar a los opositores políticos del régimen, particularmente miembros de los partidos Comunista y Socialista chilenos y del MIR. Más de mil quinientas muertes se endosan a la DINA bajo su dirección, según el informe de la Comisión Nacional de Verdad y Reconciliación, también conocido como Informe Rettig.

#### "Creador" de la Operación Cóndor
Por los archivos desclasificados de la CIA, se sabe que fue invitado en 1975 al cuartel general de la CIA en Langley Virginia, por quince días. Después de esa visita, apareció como "creador" de la Operación Cóndor, la cual es sospechosamente una copia de la Operación Phoenix de la CIA.
La CIA consideraba pagarle como agente permanente —quien fue su informante entre 1974 y 1977—, y de hecho le efectuó un pago en 1975. Hacia ese último año, los reportes de inteligencia estadounidense habían concluido que era el principal obstáculo para una política razonable de derechos humanos en el régimen de Pinochet, pero se ordenó al organismo a continuar con su relación.
Las preocupaciones del mismo crecieron por la responsabilidad de Contreras en el asesinato del ministro y embajador en Estados Unidos durante el gobierno de Allende, Orlando Letelier, y su asistente estadounidense Ronni Moffitt el 21 de septiembre de 1976. El organismo estadounidense acumuló informes detallados y específicos de inteligencia sobre su papel en la orden del asesinato de Letelier, esto es en complicidad con el estadounidense Michael Townley, un mercenario experto en explosivos y acciones subversivas, pero parte del material permanece clasificado y otra parte está retenida por el Departamento de Justicia de los Estados Unidos.
Otro de los asesinatos de los que ha sido acusado, como autor intelectual, fueron los del general Carlos Prats y su cónyuge en 1974.
Como la expansión de la Operación Cóndor fuera de las fronteras del Cono Sur requería de millonarios fondos, intentó conseguir recursos de potencias interesadas en eliminar enemigos comunes. Para ello viajó en 1976 a Irán, convencido de que recibiría una gruesa suma de dinero del sah Mohammad Reza Pahleví si le ofrecía asesinar al venezolano Ilich Ramírez, alías "Carlos, El Chacal", el ejecutor del secuestro de los líderes de la Organización de Países Exportadores de Petróleo (OPEP). Lo acompañaron el exoficial alemán de las Schutzstaffel (SS), traficante de armas y aliado de Paul Schäfer, Gerhard Mertins, tres altos oficiales chilenos y un general brasileño. Dejaron fotos y huellas en la embajada de Chile en Teherán, capital del país asiático.

#### Fin de la DINA
El 22 de octubre de 1977, tras ser visitado por altos oficiales de la DINA, incluyéndolo, apareció muerto en su domicilio el director del Departamento Consular del Ministerio de Relaciones Exteriores, Carlos Guillermo Osorio Mardones. La versión oficial habló de un posible ataque cardíaco, pero todos los datos apuntaron a un asesinato para impedir que declarara en el juicio contra la DINA por el atentado que cobró la vida de Letelier y Moffitt. El funcionario diplomático del régimen había sido ministro consejero en la embajada chilena en Argentina al momento del bombazo contra el general Prats y su cónyuge, pero su decisiva participación en la entrega de pasaportes falsos a Townley y al capitán de ejército Armando Fernández Larios, quienes viajaron a EE. UU. bajo los nombres de "Williams Rose" y "Alejandro Romeral Jara", lo implicaba directamente en el «caso Letelier».
Durante las investigaciones por el asesinato dichas personas, el gobierno de Estados Unidos entregó pruebas fehacientes de la acción de dos agentes de la DINA en el hecho: Townley y Fernández Larios.[cita requerida] Finalmente, el 21 de marzo de ese año, fue llamado cautamente a retiro, pasando a mostrar un bajo perfil público.[cita requerida]
Estados Unidos solicitó su extradición el 20 de septiembre de 1978, pero este se atrincheró en su casa de avenida Príncipe de Gales, en la comuna de La Reina.[cita requerida] Sólo después de largas conversaciones con el gobierno chileno, aceptó ser detenido. El 2 de octubre de 1979, luego de 14 meses de reclusión en una cárcel, el pedido estadounidense fue rechazado por la Corte Suprema de Chile y quedó en libertad.[cita requerida]
La DINA fue disuelta en 1977 y substituida por un nuevo ente, la Central Nacional de Informaciones (CNI). Por su parte, fue ascendido a general de brigada en noviembre de ese mismo año.
Para 1980, estaba fuera del Ejército, aun así siguió demostrando lealtad a Pinochet. Se retiró a la vida privada, creando una empresa de seguridad, y seis años después compró el fundo Viejo Roble, en la comuna de Fresia. En 1995, la justicia chilena falló en su contra en el «caso Letelier» y ordenó su detención; una vez más, se atrincheró en Viejo Roble por varias semanas hasta que finalmente se entregó.[cita requerida]
Una vez cumplida la pena, en 2005 fue condenado por el secuestro y desaparición del mirista Miguel Ángel Letelier. Cuando fue notificado en su domicilio en la comuna de Peñalolén, intentó defenderse con un arma de fuego. Contrarrestando esa situación, su abogado, Juan Carlos Manns, negó que usara un arma y consideró como "absolutamente violento" el accionar de los detectives de la Policía de Investigaciones (PDI) al interior de su residencia.

## Casos de derechos humanos

### Procesos judiciales
- Caso Letelier: el 12 de noviembre de 1993, una corte chilena lo condenó a siete años de prisión por ser el autor intelectual del asesinato de Letelier. Cumplió su condena en enero de 2001, después de lo cual se estuvo bajo arresto domiciliario por mantener abiertas diferentes causas judiciales en su contra.[17] En esta situación rompió su lealtad a Pinochet y lo conminó públicamente a reconocer su participación en los hechos que se le imputaban y a que detuviera el proceso.[21]
- Caso Silberman: En 1999 fue procesado por el juez Juan Guzmán Tapia, por la desaparición en 1973 del exgerente comunista del Cobre Chuqui, David Silberman.[22][17]
- Caso Leighton: El 23 de junio de 1995, fue condenado en rebeldía por la justicia italiana a 14 años de presidio como autor inductor de homicidio frustrado contra Bernardo Leighton —político demócrata cristiano, exdiputado y exministro de Estado de Arturo Alessandri, Gabriel González Videla y Eduardo Frei Montalva—, y su cónyuge, Anita Fresno.[17] El 30 de mayo de 2000, Italia pidió a la Corte Suprema de Chile la extradición del caso, y el 1 de septiembre del mismo año, el fiscal de la Corte Suprema Enrique Paillás recomendó procesar en Chile por esta causa. Finalmente, en enero de 2001, la justicia chilena rechazó extraditarlo.[17]
- En mayo de 2002, fue condenado como el autor intelectual del secuestro y desaparición del líder socialista Víctor Olea Alegría, el cargo fue secuestro permanente.[17]
- En Argentina, fue condenado en una corte por su conexión con el asesinato del excomandante en jefe del ejército Carlos Prats y su esposa Sofía Cuthbert en Buenos Aires en 1974. Sin embargo, una petición de extradición a la Argentina fue negada por Chile.[17]
- Caso Villa Grimaldi: El 15 de abril de 2003, fue condenado a 15 años de presidio por el secuestro del mirista Miguel Ángel Sandoval, detenido el 7 de enero de 1975 y desaparecido tras su paso por Villa Grimaldi.[17] En 2004, la Corte de Apelaciones de Santiago ratificó su procesamiento, pero redujo su pena de 15 a 12 años. El 13 de mayo de 2005, remitió a la Corte Suprema un documento de 32 páginas de una lista con el supuesto paradero de 580 detenidos desaparecidos durante el régimen, por lo cual organizaciones de derechos humanos cuestionaron la información y su fuente, para ello argumentaron en los supuestos años de engaño y negación de su parte.[17] Estos esgrimen que muchos de los detalles que entregó eran previamente conocidos y contradecían los hallazgos y evidencias de las comisiones encargadas de investigar los detenidos desaparecidos.[17]
- El juez Víctor Montiglio, que sucedió a Juan Guzmán Tapia, le aplicó la Ley de Amnistía en 2005 después de ser condenado por la operación Colombo.[17]
- El 30 de junio de 2008, el juez Alejandro Solís dictó condena en Chile en su contra y de otros militares por el homicidio de Carlos Prats, 34 años después de ocurridos los hechos. La pena estipulada en su contra fue doble presidio perpetuo por secuestro y doble homicidio, además de una condena de 20 años por asociación ilícita.[23] El 23 de septiembre del mismo año fue condenado, junto a otros tres exagentes de la DINA a siete años de cárcel por la detención y desaparición del sacerdote español Antonio Llidó Mengual.[24][17]
- En marzo de 2009 fue condenado a 15 años de presidio, y al pago de 50 millones de pesos como indemnización, por el secuestro calificado de Félix Vargas Fernández, ocurrido en el recinto militar de Tejas Verdes en 1974. Junto a él fueron condenados otras cinco personas, todas a 5 años y un día.[25][17]

### Cumplimiento de condenas
Hasta 2009, sumaba más de 360 años de cárcel y dos presidios perpetuos por condenas relacionados con casos de Derechos Humanos. Sin embargo, a julio de 2012, sus años de presidio se consideraba en 275.
Cumplió las penas en un lugar especialmente preparado para militares de alto rango condenados, el Penal Cordillera que se encontraba al interior de la Escuela de Telecomunicaciones del Ejército hasta septiembre de 2013. Posteriormente debido a la decisión del entonces presidente Sebastián Piñera de cerrar ese penal, argumentada bajo los principios de igualdad ante la ley (debido a que el penal no tenía una infraestructuras similar a una cárcel común en Chile) y la seguridad de los reos, fue trasladado junto con los demás militares encarcelados como Pedro Espinoza, Miguel Krasnoff, entre otros; hacia el Penal Punta Peuco. Contreras, sufrió desde los años 1980, un cáncer colorrectal, a lo que se agregó en sus últimos años diabetes, hipertensión y trombosis, para lo cual debió consumir 14 medicamentos diarios.
El 6 de julio de 2012, fue condenado a otros 10 años y 1 día de presidio sin beneficios, por la detención entre el 13 y 16 de septiembre de 1974 de los exmilitantes del MIR José Hipólito Jara Castro y Alfonso Domingo Díaz Briones, quienes fueron trasladados al recinto de detención clandestino "José Domingo Cañas" u "Ollagüe", para luego desaparecer, sin conocerse hasta hoy su destino.
Hasta dicha fecha, había sido juzgado por un total de 36 procesos judiciales. Todos los procesos judiciales a los que fue sometido sumaron un total de 549 años de cárcel y 24 días.
| Fallos de la Corte Suprema | Fallos de la Corte Suprema     | Fallos de la Corte Suprema | Fallos de la Corte Suprema |
| Fecha del fallo            | Delito                         | Víctimas | Condena (años)             |
| -------------------------- | ------------------------------ | --- | -------------------------- |
| 12 de noviembre de 1993    | Homicidio                      | Orlando Letelier del Solar | 7                          |
| 17 de noviembre de 2004    | Secuestro                      | Miguel Ángel Sandoval Rodríguez | 12                         |
| 30 de mayo de 2006         | Secuestro                      | Diana Arón Svigilisky | 15                         |
| 18 de enero de 2007        | Secuestro                      | Julia Retamal Sepúlveda | 10                         |
| 28 de mayo de 2007         | Secuestro                      | Luis San Martín Vergara | 10                         |
| 23 de agosto de 2007       | Secuestro                      | Víctor Olea Alegría y Mario Carrasco Díaz | 10                         |
| 1 de septiembre de 2008    | Secuestro                      | Carlos Cuevas Moya, Luis Canales Vivanco, Alejandro Gómez Vega, Pedro Rojas Castro y Luis Orellana Jara                                                                                            | 10                         |
| 19 de octubre de 2008      | Secuestro                      | Ofelio Lazo Lazo | 5                          |
| 24 de diciembre de 2008    | Secuestro                      | Eugenio Montti Cordero y Carmen Díaz Daricarrere | 7                          |
| 21 de enero de 2009        | Secuestro                      | Sergio Tormen Méndez y Luis Guajardo Zamorano | 10                         |
| 22 de enero de 2009        | Secuestro                      | Jacqueline Binfa Contreras | 1                          |
| 27 de enero de 2009        | Secuestro                      | Sergio Lagos Marín | 5                          |
| 9 de marzo de 2009         | Secuestro                      | Darío Miranda Godoy, Jorge Solovera Gallardo y Enrique Jeria Silva | 5                          |
| 15 de abril de 2009        | Secuestro                      | Julio Flores Pérez | 5                          |
| 20 de abril de 2009        | Secuestro                      | David Silberman Gurovich | 7                          |
| 20 de julio de 2009        | Secuestro                      | Jorge D’Orival Briceño | 15                         |
| 13 de agosto de 2009       | Secuestro                      | Luis Muñoz Rodríguez | 5                          |
| 7 de septiembre de 2009    | Secuestro y homicidio          | Lumi Videla Moya y Sergio Pérez Molina | 15                         |
| 10 de septiembre de 2009   | Secuestro                      | Félix de la Jara Goyeneche | 5                          |
| 24 de septiembre de 2009   | Secuestro                      | Cecilia Bojanic Abad y Flavio Oyarzún Soto | 10                         |
| 3 de diciembre de 2009     | Secuestro                      | María Teresa Bustillos Cereceda | 15                         |
| 14 de diciembre de 2009    | Secuestro                      | Ariel Santibáñez Estay | 3                          |
| 20 de enero de 2010        | Secuestro                      | Álvaro Barrios Duque | 5                          |
| 25 de enero de 2010        | Secuestro                      | Marcelo Salinas Eytel | 5                          |
| 8 de julio de 2010         | Homicidio y asociación ilícita | Carlos Prats González y Sofía Cuthbert Charleoni | 20                         |
| 3 de agosto de 2010        | Secuestro                      | Anselmo Radrigán Plaza | 5                          |
| 30 de agosto de 2010       | Secuestro                      | Antonio Llidó Mengual | 5                          |
| 27 de octubre de 2010      | Secuestro                      | Sergio Montecinos Alfaro | 5                          |
| 20 de diciembre de 2010    | Secuestro                      | Fernando Silva Camus y Claudio Silva Peralta | 5                          |
| 21 de diciembre de 2010    | Secuestro                      | Sergio Riffo Ramos | 5                          |
| 19 de enero de 2011        | Homicidio                      | Armando Jiménez Machuca, Samuel Núñez González, Guillermo Álvarez Cañas, Héctor Rojo Alfaro, Raúl Bacciarini y Fidel Bravo Álvarez                                                                 | 7                          |
| 22 de junio de 2011        | Secuestro                      | Jaime Robotham Bravo y Claudio Thauby Pacheco | 5                          |
| 11 de julio de 2011        | Secuestro                      | Antonio Soto Cerna, Luis Mahuida Esquivel y Luis González Mella | 5                          |
| 25 de agosto de 2011       | Secuestro                      | Herbit Ríos Soto | 4                          |
| 2 de diciembre de 2011     | Secuestro                      | Mamerto Espinoza Henríquez | 3                          |
| 11 de enero de 2012        | Secuestro                      | Adan Valdebenito Olavarría | 2                          |
| 18 de junio de 2012        | Secuestro                      | Héctor Vergara Doxrud | 5                          |
| 5 de julio de 2012         | Secuestro                      | José Jara Castro y Alfonso Díaz Briones | 10                         |
| 1 de abril de 2014         | Secuestro                      | Rebeca Espinoza Sepúlveda, Miguel Heredia Velásquez, José Orellana Meza, José Pérez Hermosilla y Félix Vargas Fernández                                                                            | 15                         |
| 1 de abril de 2014         | Torturas                       | Torturas en Tejas Verdes | 5                          |
| 6 de agosto de 2014        | Homicidio                      | Ana María Puga Rojas y Alejandro de la Barra Villarroel | 15                         |
| 21 de agosto de 2014       | Secuestro                      | Muriel Dockendorff Navarrete | 8                          |
| 2 de septiembre de 2014    | Homicidio y asociación ilícita | Luis Arias Pino | 18                         |
| 8 de octubre de 2014       | Secuestro                      | María Cecilia Labrín Saso | 10                         |
| 16 de octubre de 2014      | Secuestro                      | Claudio Contreras Hernández | 15                         |
| 16 de octubre de 2014      | Secuestro                      | Carlos Guerrero Gutiérrez | 15                         |
| 10 de noviembre de 2014    | Secuestro                      | Ramón Martínez González | 7                          |
| 13 de noviembre de 2014    | Secuestro                      | Juan Maino Canales, Elizabeth Rekas Urra y Antonio Elizondo Ormaechea | 10                         |
| 15 de diciembre de 2014    | Secuestro                      | Pedro Merino Molina | 5                          |
| 31 de diciembre de 2014    | Secuestro                      | Newton Morales Saavedra | 10                         |
| 12 de enero de 2015        | Secuestro                      | Juan Meneses Reyes | 10                         |
| 28 de enero de 2015        | Secuestro                      | Juan Ibarra Toledo | 10                         |
| 29 de enero de 2015        | Secuestro                      | Ruth Escobar Salinas | 10                         |
| 13 de marzo de 2015        | Secuestro                      | Sergio Riveros Villavicencio | 10                         |
| 31 de marzo de 2015        | Secuestro                      | Agustín Reyes González | 15                         |
| 13 de abril de 2015        | Secuestro                      | María Isabel Gutiérrez Martínez, Horacio Carabantes Olivares, Sonia Ríos Pacheco, Carlos Rioseco Espinoza, Abel Vilches Figueroa, Alfredo García Vega, Fabián Ibarra Córdova y Elías Villar Guijón | 15                         |
| 29 de abril de 2015        | Secuestro                      | Alfonso Chanfreau Oyarce | 10                         |
| 14 de mayo de 2015         | Secuestro                      | Gloria Lagos Nilsson | 10                         |
| 25 de mayo de 2015         | Secuestro                      | Alejandro Parada González y Máximo Gedda Ortiz | 15                         |
| 29 de julio de 2015        | Secuestro                      | Víctor Villarroel Gangas | 13                         |

## Fallecimiento
Falleció el 7 de agosto de 2015 en el Hospital Militar de Santiago, a los 86 años. La mañana del día siguiente, su cuerpo —vestido con traje de gala del Ejército— fue cremado en una ceremonia privada realizada en el cementerio católico de Santiago, con presencia de sus familiares y algunos militares. No se le rindieron honores fúnebres como exmilitar debido a que la legislación chilena lo prohíbe para los uniformados condenados por sentencia ejecutoriada a pena aflictiva.

## Controversias

### Cooperación con la CIA
El Informe Hinchey señala que entre 1974 y 1977, la CIA mantuvo «contacto regular pagado» con Contreras mientras ejercía como director de la DINA. El gobierno de los Estados Unidos aprobó esta relación mercenaria ya que «dada su posición como jefe de la principal organización de inteligencia en Chile, era necesario para cumplir la misión de la CIA, a pesar de las preocupaciones de que esta relación pudiera exponer al organismo a acusaciones de estar colaborando en al represión política interna».

En sus contactos con Contreras, la CIA lo instó a adherir a la circular del 17 de enero de 1974, emitido por el Ministerio de Defensa, que delineaba las directrices para tratar a los prisioneros en una manera consistente con la Convención de Ginebra de 1949.
Informe Hinchey.

Sin embargo, esta circular, según admitió el propio organismo estadounidense en el mismo informe, no era más que un «truco de relaciones públicas» de la dictadura militar, que «las fuerzas de seguridad chilenas no respetaban».
En abril de 1975, un comité inter-agencia de Estados Unidos ordenó a la CIA continuar su relación con Contreras, a pesar de llegar a la conclusión de que el jefe de la DINA era «el principal obstáculo a una política de derechos humanos razonable dentro de la Junta». El embajador de Estados Unidos en Chile instó al subdirector de la entidad a recibirlo en Washington (agosto de 1975) «en el interés de mantener buenas relaciones con Pinochet». Mientras que, según señala el informe, «en mayo y junio de 1975, elementos dentro de la CIA recomendaron establecer una relación pagada para obtener inteligencia basada en su posición privilegiada y acceso a Pinochet». La CIA quería de él información sobre la colaboración de los servicios de inteligencia del Cono Sur (Operación Cóndor): «la cooperación informal, el rastreo, y al menos en algunos casos, el asesinato de opositores políticos». En octubre de 1976, dice el informe, «Contreras confirmó la existencia del Cóndor como una red de intercambio de inteligencia, pero negó que haya tenido algún rol en asesinatos extrajudiciales».[cita requerida]
El 5 de diciembre de 2004, reconoció la existencia de vínculos entre la DINA y la CIA, la cual "instruyó" a los militares chilenos sobre los métodos de persecución de los opositores al golpe de Estado de 1973. Atribuyó además a la CIA el asesinato del vicepresidente del gobierno del presidente socialista Salvador Allende, Carlos Prats, quien junto con su esposa fue víctima de un atentado explosivo en Buenos Aires (Argentina) en 1974, ejecutado por Michael Townley, un agente de la entidad estadounidense asignado especialmente para el asesinato.
Cuando fue cuestionado también sobre la Operación Cóndor, la que según él, fue "invento" del FBI.

Hubo coordinación de servicios de inteligencia latinoamericanos, pero no como dicen los marxistas: yo no trasladé hombres a matar afuera y no vinieron a matar a Chile. Yo soy militar y hay que defender la soberanía. El único que no entró en esta coordinación fue Colombia, y mire cómo está.
Manuel Contreras.

El exasesor de comunicaciones de Pinochet, Federico Willoughby-MacDonald, reveló a Radio Cooperativa, el 7 de agosto de 2012 que Contreras había sido agente pagado de la CIA.

En 1975 y 1976 había un agente pagado por la CIA en Chile que se llamaba Manuel Contreras. (...) (Él) Fue a entrenamiento a la sede central de ese organismo en Virginia (EEUU), (...) lo dice el Gobierno estadounidense.
Federico Willoughby-MacDonald, en entrevista a Radio Cooperativa.

#### Asesinato de Orlando Letelier

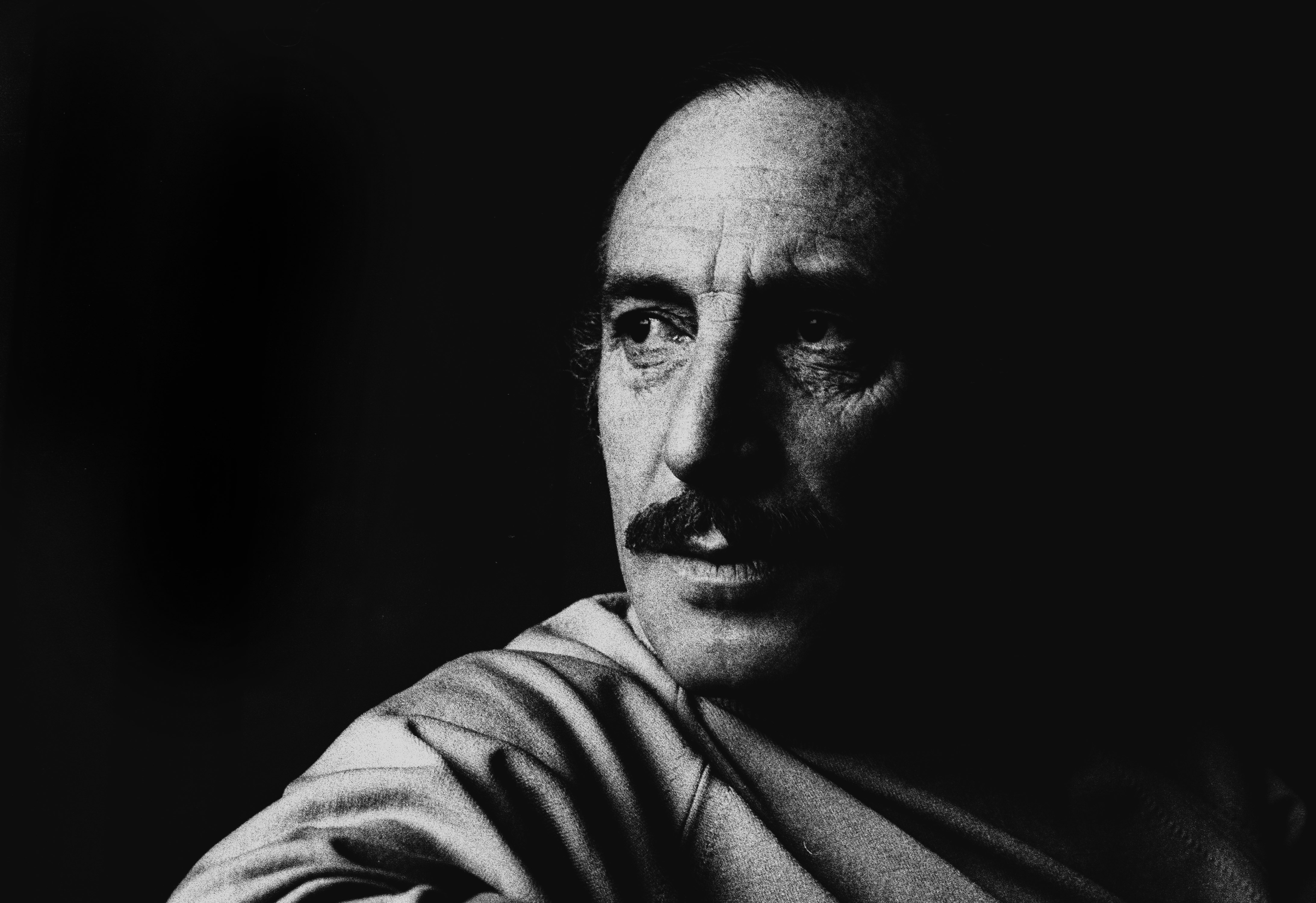
Orlando Letelier en 1976.

Luego del asesinato en Washington D. C. de Orlando Letelier y Ronni Moffit en 1976, su posible rol en el hecho se convirtió en un tema. Según afirma la CIA, sus contactos con Contreras a fines de 1976 eran «muy infrecuentes».

Durante 1977, la CIA se reunió con Contreras alrededor de media docena de veces; tres de esos contactos eran para pedir información sobre el asesinato de Letelier.
Deposición de la CIA ante la comisión Hinchey.

El informe concluye afirmando que «el 3 de noviembre de 1977, fue trasladado a una función no relacionada con inteligencia, así que la CIA cortó todo contacto con él. Los contactos cesaron cuando el general comenzó a perder el acceso privilegiado a la Junta Militar tras el asesinato de Letelier, en 1976».
A pesar de que el informe describe la relación Contreras-CIA como «correcta, aunque no cordial y suave» y que el este era considerado el mejor «activo» o informante en Chile, para ocultar su culpabilidad, vincula a la CIA con el asesinato de Prats. En efecto, desde el penal de Punta Peuco reiteró el 9 de mayo de 2012 que Michael Townley no fue agente de la DINA, sino de la CIA.

Jamás fue agente de la DINA, porque para serlo necesitaba ser miembro de la Defensa Nacional y él no lo era, en cambio, sí era agente de la CIA desde febrero de 1971.
Manuel Contreras

#### Asesinato del General Prats
Al consultársele quién dio la orden para asesinar al general Prats, afirmó: «La orden para que asesinaran al general Prats y a su esposa en Buenos Aires la dio la CIA». El motivo de esa decisión, dijo, fue «desestabilizar al gobierno militar y para eso ordenó asesinarlo el 30 de septiembre de 1974», e insistió en que la bomba colocada bajo el automóvil del general Prats fue detonada por Mariana Callejas, excónyuge de Townley.

### Acusaciones de narcotráfico contra Pinochet
Ya en 1988, habiendo cumplido una pena de siete años de prisión por el asesinato de Letelier, trató de negociar su situación judicial con la embajada de EE. UU. en Santiago. Negoció un trato por el cual ofreció entregar información sobre las actividades de narcotráfico de un hijo de Pinochet y del exmayor Armando Fernández Larios a cambio de ser liberado en Estados Unidos de las acusaciones de asesinato de Letelier. Este intento constó en un informe del Departamento de Estado estadounidense del 10 de febrero de 1989, desclasificado en 1991.
A continuación, a mediados de los años 1990, entregó a un tribunal chileno un compact disc (CD) con diversa información, que contenía la entrevista que prestó el narcotraficante estadounidense Iván Baramdyka a Televisión Nacional de Chile (TVN). Este último fue extraditado a EE. UU., debido a las actividades de tráfico de drogas en las que estaba involucrado. Fue el mismo que vinculó a Edgardo Bathich y los Pinochet con la cocaína y el tráfico internacional de armas. Baramdyka llegó a Chile en 1985 con un pasaporte falso a nombre de Trinidad Moreno. Su contacto en Chile era un funcionario del consulado chileno en Los Ángeles, Federico Silva Pizarro, exmiembro del Cuerpo de Marines, Baramdyka fue extraditado de Chile en 1993, pero antes de que el FBI se lo llevara, se preocupó de dejar su historia grabada en vídeo que, entre otras acusaciones, asegura que los colombianos compraban éter y acetona producidos en el Complejo Químico del Ejército (CQE) en Talagante.
En torno al tema, el 27 de julio de 2006, el periodista chileno Rodrigo de Castro, autor del libro sobre Chile y el narcotráfico: La Delgada Línea Blanca, explicó a El Nuevo Herald de Miami, lo siguiente:

Quienes han investigado esta cara criminal oculta de la dictadura, saben por qué Manuel Contreras (exjefe de la DINA) no entrega información dura, capaz de constituir pruebas concretas en contra -en este caso- de Augusto Pinochet. No lo hace, porque acabaría incriminándose a sí mismo.
Rodrigo de Castro, entrevista dada al El Nuevo Herald.[cita requerida]

Por su parte, Pinochet negó ante los medios esta relación con el narcotráfico.

## Obra escrita
- La verdad histórica: el ejército guerrillero: primer período de la guerra subversiva, abril de 1967 al 10 de septiembre de 1973. Ediciones Encina (2000).